# Bradley Barcola
Bradley Laurent Barcola (n. 2 septembrie 2002, Villeurbanne, Franța) este un fotbalist francez care joacă ca atacant sau mijlocaș lateral pentru Paris Saint-Germain din Ligue 1.

## Biografie
Barcola s-a născut la 2 septembrie 2002 în Villeurbanne, o comună din Metropolis Lyon, dintr-o mamă franceză și un tată togolez. A început să joace fotbal în orașul natal, înainte de a se alătura lui Lyon la vârsta de opt ani.

## Cariera pe echipe

### Lyon
În sezonul 2020-2021, Barcola a început să joace cu rezervele lui Lyon în National 2, fiind și un marcator prolific cu echipa sub-19 ani care a jucat în UEFA Youth League, înainte de a semna un contract pentru juniori în ianuarie 2021.
După ce a fost convocat la prima echipă de la Lyon de către Peter Bosz în pre-sezonul 2021–22 — și-a marcat primul gol împotriva lui Bourg-en-Bresse — Barcola și-a semnat primul contract profesionist în septembrie 2021, legându-l de club până în 2024.
Barcola și-a făcut debutul profesionist cu Lyon pe 4 noiembrie 2021, înlocuindu-l pe Rayan Cherki în minutul 81 al unei victorii cu 3-0 pe teren propriu împotriva lui Sparta Praga în faza grupelor din Europa League. A reușit să ofere un assist pentru Karl Toko Ekambi la al treilea gol al lui Lyon, ajutându-și echipa să obțină o victorie care ar face din ei prima echipă calificată oficial în optimile de finală din această ediție.
Barcola a primit mai multe minute în sezonul 2022-2023, contribuind la prima linie a lui Lyon alături de golgheterul Alexandre Lacazette. Pe 7 mai 2023, a asistat la trei goluri pentru Lyon și Lacazette pentru o victorie în revenire împotriva lui Montpellier într-un thriller de nouă goluri, anulând patru goluri marcate de atacantul adversar Elye Wahi.

### Paris Saint-Germain
La 31 august 2023, Barcola s-a alăturat echipei din Ligue 1 Paris Saint-Germain (PSG) pentru o sumă de 45 de milioane de euro, semnând un contract de cinci ani cu echipa din capitala Franței. I s-a atribuit tricoul cu numărul 29. Pe 3 septembrie, Barcola și-a făcut debutul ca înlocuitor într-o victorie cu 4-1 în deplasare împotriva fostei sale echipe Lyon. A devenit al 500-lea jucător care a făcut o apariție la Paris Saint-Germain. Pe 24 septembrie, Barcola a făcut primul său start pentru PSG într-o victorie cu 4-0 în fața rivalilor din Le Classique, Olympique Marseille. Pe 29 octombrie, a înregistrat prima sa contribuție la un gol pentru club, o pasă de gol pentru primul gol al lui Warren Zaïre-Emery într-o victorie cu 3-2 în deplasare împotriva lui Brest. Pe 9 decembrie, Barcola a marcat primul său gol pentru PSG într-o victorie cu 2-1 împotriva lui Nantes. Pe 14 februarie 2024, a marcat primul său gol în Liga Campionilor într-o victorie cu 2-0 în fața lui Real Sociedad în prima manșă a optimilor de finală.

## Cariera internațională
Barcola a fost chemat pentru prima dată de către naționala Franței sub-18 ani în ianuarie 2020 pentru a juca două amicale. Cu toate acestea, nu a câștigat un plafon oficial, deoarece majoritatea întâlnirilor de juniori au fost anulate din cauza COVID-19 în sezoanele următoare.

## Stil de joc
Barcola este un atacant versatil, capabil să joace pe ambele benzi sau ca atacant central. El se inspiră de la jucători precum Pierre-Emerick Aubameyang.

## Viața personală
Barcola deține naționalități franceze și togoleze. Fratele său Malcolm este de asemenea fotbalist.

## Titluri
Paris Saint-Germain
- Ligue 1: 2023–24,[25] 2024–25[26]
- Coupe de France: 2023–24,[27] 2024–25[28]
- Trophée des Champions: 2023,[29] 2024[30]
- Liga Campionilor UEFA: 2024–25[31]